# Тифлет
Тифлет (араб. تيفلت‎) — город в Марокко, расположен в области Рабат-Сале-Заммур-Заер.

## История
С 1991 года в городе располагается база американского Корпуса мира.

## Географическое положение
Центр города располагается на высоте 350 метров над уровнем моря.

## Демография
Население города по годам:
| 2004   | 2012   |
| ------ | ------ |
| 69 640 | 69 746 |

## Известные жители
- Саид Белькола (1956—2002), футбольный арбитр, судивший финал чемпионата мира по футболу 1998 года.